# (2390) Nežárka
(2390) Nežárka est un astéroïde de la ceinture principale.

## Description
(2390) Nežárka est un astéroïde de la ceinture principale. Il fut découvert le 14 août 1980 à l'Observatoire Kleť par Zdeňka Vávrová. Il présente une orbite caractérisée par un demi-grand axe de 2,62 UA, une excentricité de 0,15 et une inclinaison de 10,3° par rapport à l'écliptique.

## Compléments